# سليمان (فلم)
فيلم أمازيغي مغربي درامي يسلط الضوء على حياة منطقة الريف المغربية المنعزل وحقائق أيام الاستعمار من إنتاج وإخراج محمد البدوي عام 2012، وتحكي أحداث الفيلم معــانــاة طفل مع مرض السرطان المتفشي في جهة الريف.

## قصة الفيلم
سليمان صياد تقليدي فقير يعيش في مدينة الحسيمة شمال المغرب متزوج من عائشة، ولديه ابن في السابعة من العمر يدعى إسماعيل ذات يوم تنقلب حياة الأسرة رأساً على عقب عند ٱكتشاف إصابة الابن بمرض سرطان الرئة الذي يتطلب أموالا طائلة للعلاج، في المقابل يحط زوجين من السياح إريك  وإيفا الرحال رفقة مجموعة من أصدقائهم بالمدينة فيتعرف سليمان ب إيڤا التي سرعان ما تغرم به لتبدأ تخبطات الغيرة والحب والخداع والالتزام العائلي بين الرباعي والذي يدفع ثمنه الابن المريض وهو في لحظات حياته الأخيرة.

## الممثلين
محمد البدوي في دور سليمان
أنيسة اكري في دور عائشة
عمر بوعمر في دور إسماعيل
روبيرطو هوياس في دور إريك 
نينا مورخان في دور إيڤا
بلحاج نوفل في دور أستاذ
أنير أمغار في دور صديق إسماعيل
رشيد أمعطوك
كارلا نييتو

## معلومات حول الفيلم
• تم تمثيل الفيلم في الحسيمة شمال الريف المغربي وهو مسقط رأس المخرج وبطل العمل محمد البدوي.
• يعتبر أول فيلم أمزيغي يتحدث اللهجة البربرية الريفية (تريفيت) لمنطقة الريف.

## حقائق تاريخية
للتخلص من حرب العصابات التي كان يتزعمها عبد الكريم الخطابي والتي أثقلت كاهل المستعمر الإسباني إبان استعمار المغرب ألقت هذه الأخيرة سنة 1924 غازات الخردل السامة على ساكنة أراضي الريف المغربي مخلفة أضراراً لازالت أثارها ملموسة عند جهة الريف إلى حدود الآن بسبب ٱرتفاع نسبة مرض السرطان في المنطقة.

### إحصائيات
تصل نسبة المصابين بالسرطان إلى %49 بمنطقة الريف بالمقرنة مع باقي مناطق المغرب وتقدر عدد الإصابات بمنطقة الريف وحدها بحوالي 20 إلى 25 ألف حالة جديدة كل سنة حسب إحصائيات وزارة الصحة.

## روابط خارجية
- مقالات تستعمل روابط فنية بلا صلة مع ويكي بيانات

## أنظر
استعمال الأسلحة الكيماوية في حرب الريف
1. ↑  نبذة عن فيلم سليمان الفيلم الريفي نسخة محفوظة 15 ديسمبر 2019 على موقع واي باك مشين.